# John Astbury
John Astbury (Shelton, 1688 – Shelton, 1743) è stato un ceramista inglese.

## Biografia

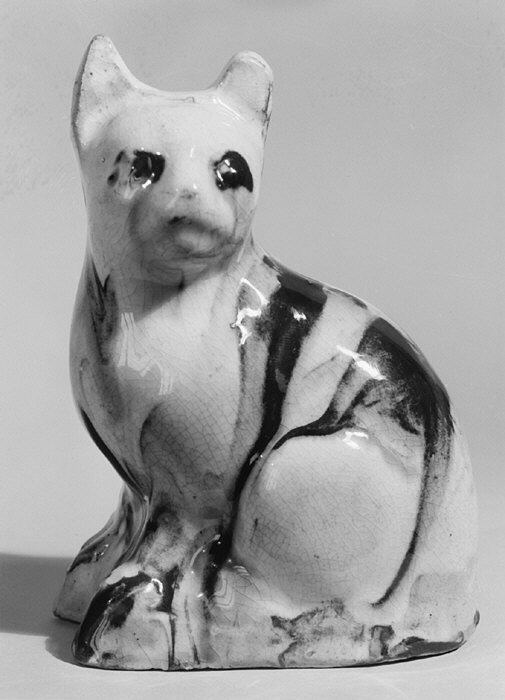
Gatto (1745), Metropolitan Museum of Art

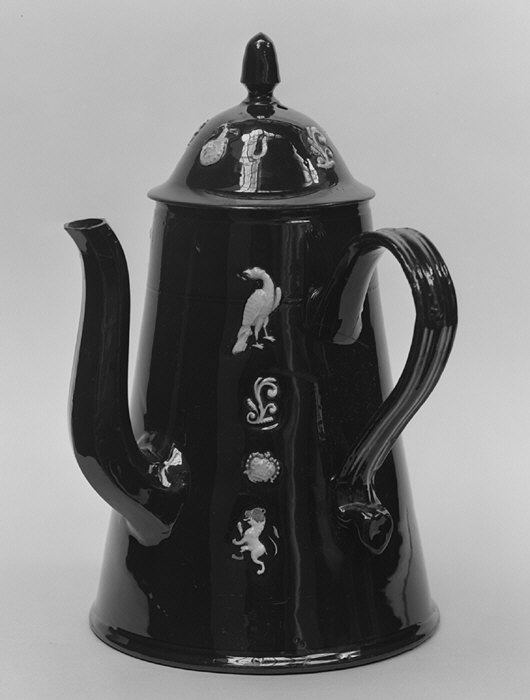
Caffettiera (1740), Metropolitan Museum of Art

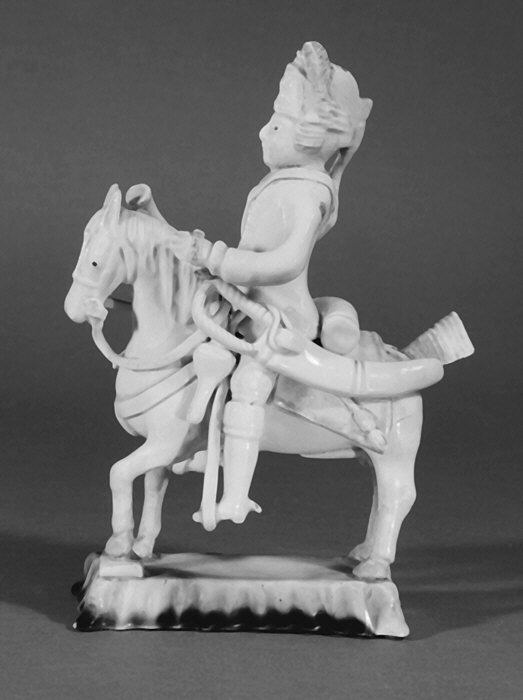
Soldato a cavallo, Metropolitan Museum of Art

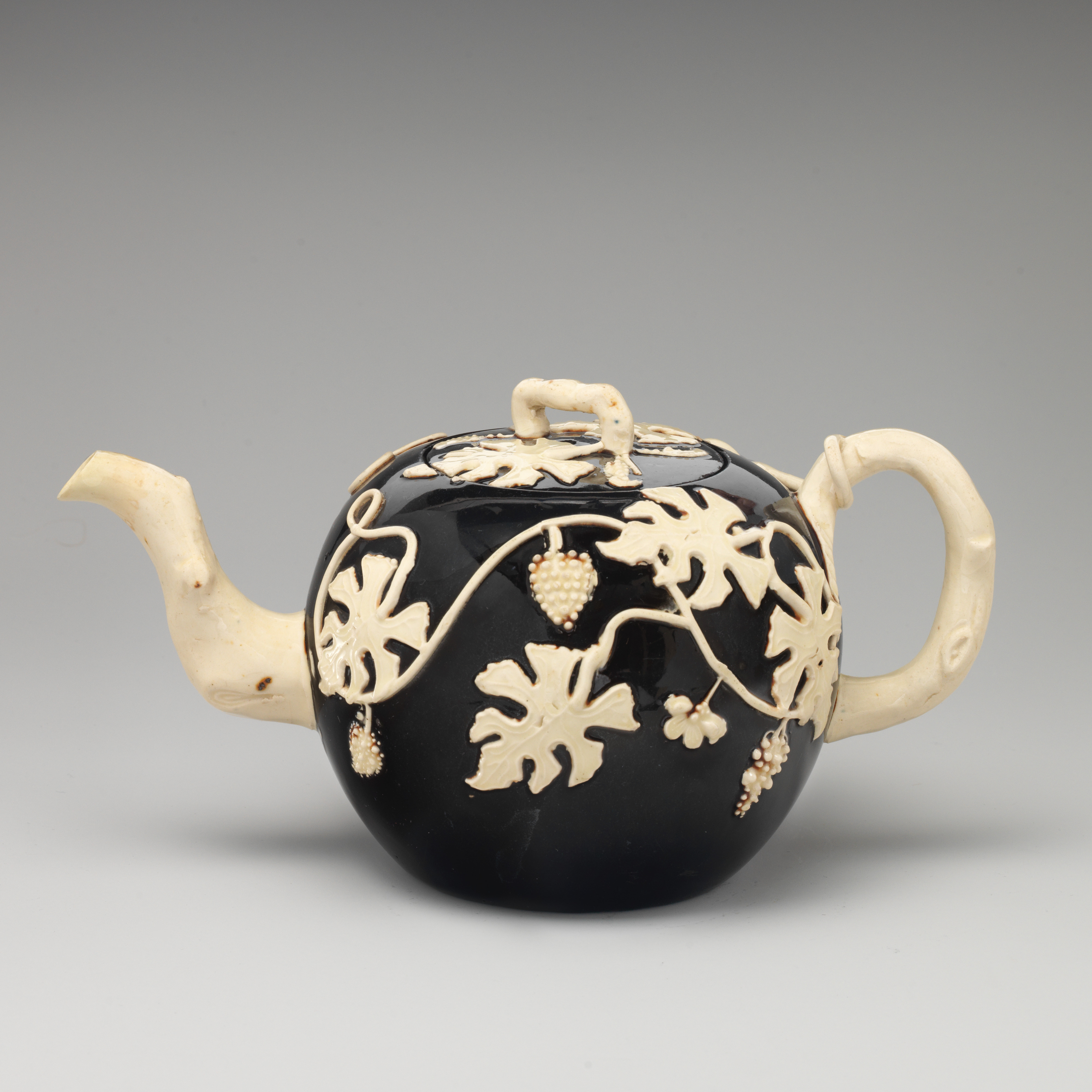
Teiera (1740), Metropolitan Museum of Art

John Astbury fu un pioniere delle tecniche ceramiche inglesi e il primo dei grandi ceramisti dello Staffordshire,capostipite di una dinastia di ceramisti che ebbe successo per tre generazioni.
Si formò artigianalmente presso una famiglia di artigiani, formata dai fratelli John Philip e David Elers, che nel 1688 emigrarono nei Paesi Bassi.
John Astbury fondò una fabbrica a Shelton nei primi anni del XVIII secolo, grazie alla quale produsse terrecotte rosse smaltate di giallo, decorate con pezzi di argilla bianca (importate da Devon); il suo modo di decorare è chiamato "sprigging"; secondo la tradizione creò il tipo di vasellame e di ceramica figurativa, noto come l'Astbury type, nel quale la decorazione è posta in rilievo in argilla bianca su un corpo di argilla rossa.
Alcuni dei primi prodotti di Staffordshire in argilla marrone e bianca coperti con uno smalto trasparente di piombo sono stati attribuiti a lui, anche se nessun oggetto superstite porta una firma o un simbolo distintivo della sua manifattura,  e l'effetto di quei prodotti era simile a quello del cammeo (un esempio sopravvissuto che raffigura La vittoria dell'ammiraglio Vernon a Porto Bello è datato 1739, Victoria and Albert Museum, Londra).
Astbury è considerato il primo (1720) ceramista di Staffordshire ad utilizzare la selce calcinata e polverizzata per ottimizzare la terracotta, sbiancandola, e con effetti sulla durezza del cotto.
I suoi gruppi di figure tipiche raffigurate sono costituiti da soldati e cavalieri o musicisti, come i suonatori di cornamuse, piuttosto semplici nell'aspetto, modellati a mano dopo essere stati espressi in semplici stampi.
I suoi prodotti utilitari includono tazze, ciotole variamente modellate e teiere. Realizzò anche articoli in agata marmorizzata.
Il figlio di Astbury, Thomas, proseguì l'attività del padre sperimentando innovazioni, smaltando la terracotta con piombo.
Importanti risultarono le innovazioni eseguite da Astbury, anche perché ispirarono il ceramista Josiah Wedgwood, la cui azienda è tutt'oggi una delle industrie di porcellana più famose e più quotate del mondo, con le tipiche ceramiche decorate a rilievo in bianco su sfondo azzurro grigio.
Gli articoli di Astbury si trovano ora nei musei principali e in famose collezioni private. Durante la rinascita della ceramica di Staffordshire, risalente alla metà del XX secolo, gli oggetti di Astbury, furono molto ricercati dagli appassionati.
John Astbury morì a Shekton nel 1743.